# Zacatequillas, Aguascalientes
Zacatequillas är en ort i Mexiko.   Den ligger i kommunen Cosío och delstaten Aguascalientes, i den centrala delen av landet, 500 km nordväst om huvudstaden Mexico City. Zacatequillas ligger 1 999 meter över havet och antalet invånare är 452.
Terrängen runt Zacatequillas är platt åt nordost, men åt sydväst är den kuperad. Runt Zacatequillas är det ganska tätbefolkat, med 62 invånare per kvadratkilometer. Närmaste större samhälle är San Pedro Piedra Gorda, 3,9 km väster om Zacatequillas. Omgivningarna runt Zacatequillas är i huvudsak ett öppet busklandskap.